# Proctophana
Proctophana is een geslacht van kevers uit de familie bladkevers (Chrysomelidae).
De wetenschappelijke naam van het geslacht werd in 1848 gepubliceerd door Jean Théodore Lacordaire.

## Soorten
- Proctophana dalyi Moldenke, 1981
- Proctophana eickwortorum Moldenke, 1981
- Proctophana labergei Moldenke, 1981
- Proctophana leechi Moldenke, 1981